# Batalla de Palermo
La batalla de Palermo se libró en Sicilia en el año 250 a. C. durante la primera guerra púnica entre un ejército romano comandado por Lucio Cecilio Metelo y una fuerza cartaginesa dirigida por Asdrúbal. El contingente romano, compuesto por dos legiones, que defendía la ciudad de Panormo (en la actualidad Palermo) derrotó a un ejército cartaginés mucho más grande compuesto por 30 000 hombres y entre 60  y 142 elefantes de guerra.
La guerra había comenzado en el 264 a. C. con Cartago controlando gran parte de Sicilia, donde tuvo lugar la mayor parte de los combates. En 256-255 a. C., los romanos intentaron atacar la ciudad de Cartago en el norte de África, pero sufrieron una gran derrota a manos de una fuerza cartaginesa fuerte en caballería y elefantes. Cuando el teatro de la guerra volvió a Sicilia, los romanos capturaron la gran e importante ciudad de Panormo en el 254 a. C. A partir de entonces, estos últimos evitaron la batalla por miedo a los elefantes de guerra que los cartagineses habían enviado a la isla. A finales del verano de 250 a. C., Asdrúbal comandó su fuerza con el objetivo de destruir las cosechas de las ciudades de los aliados de Roma. Los romanos se retiraron a Panormo y Asdrúbal presionó contra las murallas de la ciudad.
Una vez llegó a Panormo, Metelo decidió atacar, y en consecuencia, consiguió contrarrestar a los elefantes de guerra con una lluvia de jabalinas provenientes de excavaciones cercanas a las murallas, lo que causó que estos últimos entraran en pánico y huyeran a través de la infantería cartaginesa. La infantería pesada romana entonces cargó contra el flanco izquierdo enemigo, que como consecuencia se desquebrajó, junto al resto de los cartagineses. Los animales fueron capturados y más tarde fueron sacrificados en el Circo Máximo. Esta fue la última batalla terrestre significante en la guerra, que finalizó nueve años después con una victoria romana. 

## Fuentes

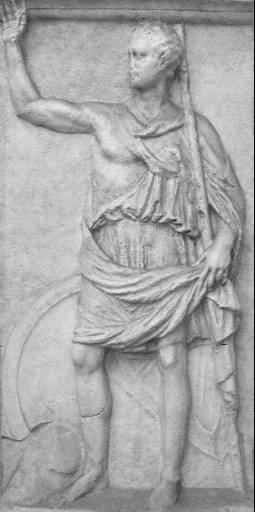
Polibio «un historiador notablemente bien informado, trabajador y perspicaz».

## Ejércitos

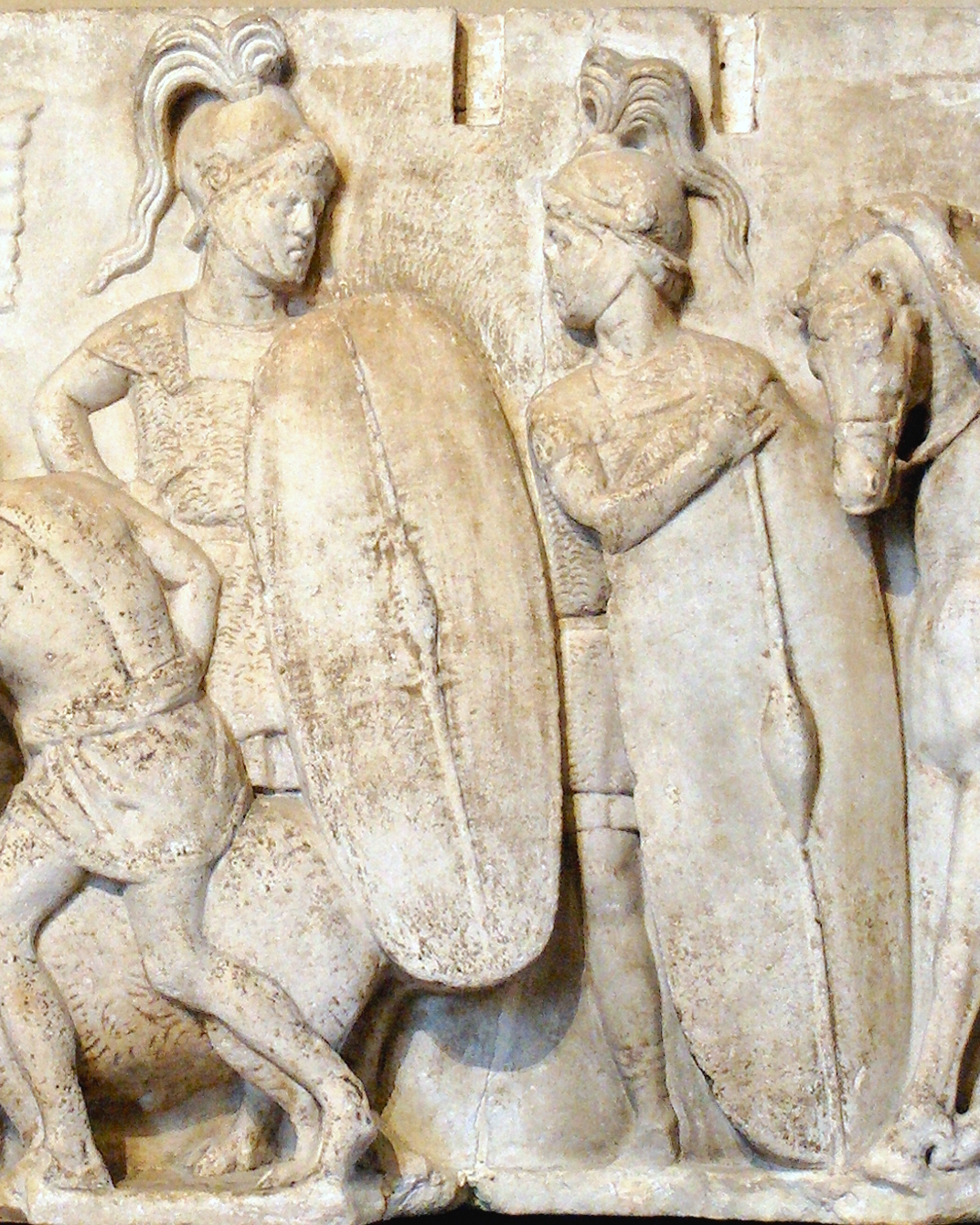
Detalle del relieve del altar de Domicio Enobarbo que muestra dos soldados de infantería romanos del a. C.

Los ciudadanos romanos adultos varones debían hacer el servicio militar; la mayoría servía como infantería, mientras que la minoría más rica aportaba el contingente de caballería. Tradicionalmente, los romanos reclutaban dos legiones, cada una de cuatro mil doscientos infantes y trescientos jinetes. Una pequeña parte de la infantería la componían escaramuzadores armados con jabalinas, mientras que el resto estaba equipado como infantería pesada, con armadura, un escudo grande y espada corta. Los infantes se dividían en tres filas: los de la primera llevaban además dos jabalinas, mientras que los de la segunda y la tercera portaban en su lugar una lanza. Tanto las subunidades legionarias como los legionarios individuales luchaban en un orden relativamente abierto. Era el procedimiento romano de larga duración elegir dos hombres cada año, conocidos como cónsules, para liderar cada uno un ejército. Por lo general, un ejército se formaba combinando una legión romana con otra de tamaño y equipo similares que proporcionaban los aliados latinos.
Los ciudadanos cartagineses solo servían en el ejército si existía una amenaza directa para la ciudad. En la mayoría de las circunstancias, el ejército cartaginés se nutría de extranjeros, muchos del norte de África, que proporcionaba varias tropas especializadas, entre ellas: infantería organizada en formación cerrada, equipada con grandes escudos, cascos, espadas cortas y lanzas largas y escaramuzadores de infantería ligera armados con jabalinas; caballería de choque que también combatía en formación cerrada —también conocida como «caballería pesada»— que portaba lanza; y escaramuzadores de caballería ligera que lanzaban jabalinas desde lejos y evitaban el combate cuerpo a cuerpo. Tanto Hispania como Galia proporcionaron infantería veterana: tropas carentes de armadura que cargaban ferozmente, aunque tenían reputación de abandonar el combate si se alargaba. La mayor parte de la infantería cartaginesa luchaba en una formación compacta conocida como falange, generalmente de dos o tres líneas. Se reclutaron honderos especializados en las islas Baleares. Las fuentes romanas y griegas se refieren a estos combatientes extranjeros de manera despectiva como «mercenarios», pero el historiador moderno Adrian Goldsworthy describe esto como «una burda simplificación excesiva». Sirvieron bajo una variedad de arreglos; por ejemplo, algunas eran tropas regulares de ciudades aliadas o reinos adscritos a Cartago como parte de tratados formales. Los cartagineses también emplearon elefantes de guerra; en el norte de África habitaban por entonces elefantes forestales africanos.

## Situación

### Inicio de la guerra

Un mapa del Mediterráneo occidental que muestra el territorio controlado por Cartago y Roma al comienzo de la primera guerra púnica.

La República romana se estuvo expandiendo agresivamente por el sur de Italia desde un siglo antes de la primera guerra púnica, lo que hizo que hacia 272 a. C. hubiesen conquistado toda la península itálica al sur del río Arno. En esta época, Cartago, con su capital en lo que hoy es Túnez, había llegado a dominar el sur de la península ibérica, gran parte de las regiones costeras del norte de África, las islas Baleares, Córcega, Cerdeña y la mitad occidental de Sicilia en un imperio militar y comercial. Como consecuencia de la acción de ambas repúblicas, en el siglo III a. C., Cartago y Roma eran las potencias dominantes del Mediterráneo occidental. En el año 264 a. C. las dos ciudades entraron en guerra por la ciudad de Mesana (la actual Mesina), en el extremo nororiental de Sicilia.
Gran parte de la guerra se libró en Sicilia o en sus aguas. Lejos de las costas, su terreno accidentado y montañoso dificultaba la maniobra de grandes fuerzas y favorecía las operaciones defensivas sobre las ofensivas. Las intervenciones terrestres se limitaron en gran medida a incursiones, asedios e interdicciones. Los servicios de guarnición y los bloqueos terrestres fueron las operaciones más comunes para ambos ejércitos; sólo se libraron dos batallas campales a gran escala en Sicilia durante los veintitrés años de guerra; Palermo fue una de ellas. Tras varios éxitos romanos, la guerra en Sicilia llegó a un punto muerto, ya que los cartagineses se centraron en la defensa de pueblos y ciudades bien fortificados; estos se encontraban en su mayoría en la costa y podían ser abastecidos y reforzados sin que los romanos pudieran utilizar su superior ejército para impedirlo.

### Invasión de África
En 260 a. C., el escenario de la guerra cambió al mar, donde los romanos ganaron batallas navales de Milas (260 a. C.) y Sulci, y su frustración por el continuo estancamiento en Sicilia les llevó a desarrollar un plan para invadir el corazón cartaginés en el norte de África y amenazar la ciudad de Cartago. Tras derrotar a los cartagineses en la batalla del cabo Ecnomo, posiblemente la mayor batalla naval de la historia por el número de combatientes implicados, el ejército romano desembarcó en África, en la península del cabo Bon, y comenzó a asolar los campos cartagineses.
La mayoría de los barcos romanos volvieron a Sicilia, no sin antes dejar quince mil infantes y quinientos jinetes para que continuaran la guerra en África. Un ejército cartaginés, fuerte en caballería y elefantes de guerra y aproximadamente del mismo tamaño que el de los romanos, fue derrotado después de que estos se situaran en una colina rocosa y la infantería romana los asaltara. Se desconocen las pérdidas de los cartagineses, aunque sus elefantes y su caballería escaparon con pocas bajas. Los cartagineses encargaron la formación de su ejército al comandante mercenario espartano Jantipo. A principios del año 255 a. C., este último dirigió un ejército de doce mil soldados de infantería, cuatro mil de caballería y cien elefantes contra quince mil quinientos romanos, les ofreció combate en una llanura abierta y los derrotó decisivamente en la batalla de Túnez, donde los elefantes desempeñaron un papel destacado. Aproximadamente dos mil romanos se retiraron a Aspis; quinientos fueron capturados y trece mil murieron. Los romanos evacuaron a los supervivientes por mar, pero su flota fue devastada por una tormenta mientras regresaba a Italia, con 384 barcos hundidos de su total de 464 y cien mil hombres perdidos —la mayoría aliados latinos no romanos—.

## Preludio

Sicilia, el teatro de la guerra.

Habiendo perdido la mayor parte de su flota en la tormenta del 255 a. C., los romanos la reconstruyeron rápidamente, por lo que añadieron 220 nuevos barcos, y lanzaron una decidida ofensiva en Sicilia; toda su armada, al mando de ambos cónsules, atacó Panormo a principios del 254 a. C., una gran ciudad para la época, de las mayores urbes sicilianas aún fieles a Cartago y la más importante económicamente, situada en la costa norte con una población de aproximadamente setenta mil habitantes —en la actualidad conocida como Palermo—. La prosperidad de la ciudad se basaba en el comercio y la pesca, lo que provocaba una inusual falta de agricultura, y la zona que la rodeaba estaba densamente arbolada, incluso cerca de las puertas. En consecuencia a la incursión romana, Panormo fue rodeada y bloqueada, y se instalaron máquinas de asedio, lo que abrió una brecha en las murallas que los asaltantes utilizaron para capturar la ciudad exterior sin dar cuartel. La interior se rindió rápidamente. Finalmente, catorce mil habitantes pudieron pagar su propio rescate y otros trece mil fueron vendidos como esclavos.
Gran parte de la Sicilia interior occidental pasó entonces a manos de los romanos: Ietas, Solunte, Petra y Tíndaris llegaron a un acuerdo. En el 252 a. C., estos últimos capturaron Thermae y Lípari, que habían quedado aisladas por la caída de Panormo. A finales del 253 a. C. o principios del 252 a. C., se enviaron refuerzos cartagineses a Sicilia bajo el mando de Asdrúbal, quien había participado en las dos batallas contra los romanos en África. Estos últimos, según Polibio, esquivaron la batalla en el 252 a. C. y en el 251 a. C. porque temían a los elefantes de guerra que los cartagineses habían enviado a Sicilia. El historiador Nigel Bagnall sugiere que los supervivientes de la batalla contra Jantipo transmitieron «historias horribles» sobre la eficacia de la caballería y los elefantes enemigos en el combate abierto. En consecuencia, los cartagineses, probablemente con un ejército más pequeño que el de los romanos, dominaron las llanuras, mientras que estos permanecieron en terrenos más altos y quebrados, donde gran parte del efecto de la caballería y los elefantes se habría anulado. Ambos bandos se negaron a enfrentarse en el terreno preferido del enemigo.

## Batalla
A finales del verano de 250 a. C., Asdrúbal, al enterarse de que el cónsul Cayo Furio Pácilo había abandonado Sicilia con la mitad del ejército romano, marchó desde la principal fortaleza cartaginesa de Liria hacia Panormo con treinta mil hombres y entre 60 y 142 elefantes. Deteniéndose a cierta distancia, devastó la cosechas de las nuevas ciudades aliadas de Roma, en un intento de provocar al comandante romano, Lucio Cecilio Metelo, para que entrara en batalla. Las tropas romanas ascendían a dos legiones, y se habían dispersado para recoger la cosecha. Metelo las retiró ante el avance de los cartagineses y estos retrocedieron a Panormo. Esta timidez era lo que Asdrúbal esperaba, y avanzó por el valle del Oreto mientras continuaba con el expolio del campo. Este río llegaba al mar inmediatamente al sur de Panormo, y una vez allí Asdrúbal ordenó a parte de su ejército que cruzara el río y avanzara hasta la muralla de la ciudad.
Una vez los elefantes habían cruzado, o estaban cruzando, el río, Metelo envió a su infantería ligera para escaramuzar con los cartagineses e impedir su paso. Estas tropas ligeras lanzaron jabalinas contra los enemigos, y estaban instruidas para que se concentrasen en los elefantes de guerra. Panormo era un importante depósito de suministros, y los habitantes de la ciudad se dedicaban a transportar fardos de jabalinas desde los almacenes de esta hasta el pie de las murallas, de modo que los escaramuzadores romanos se reabastecían constantemente. El terreno entre el río y la ciudad estaba cubierto de terraplenes, algunos construidos durante el asedio romano y otros que formaban parte de las obras defensivas de la ciudad, que proporcionaban cobertura a los romanos y dificultaban el avance de los elefantes, e incluso las maniobras. Sin embargo, los mahouts de los elefantes, deseosos de demostrar la destreza de sus animales, los hicieron avanzar. Además, algunos relatos también hablan de misiles lanzados desde las murallas de la ciudad contra ellos. Los elefantes, acribillados por los proyectiles e incapaces de contraatacar, entraron en pánico y huyeron a través de la infantería cartaginesa que iba detrás de ellos.

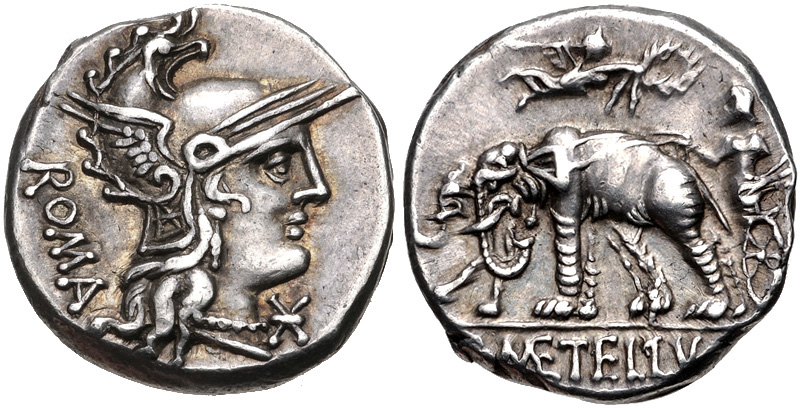
Denario de Cayo Cecilio Metelo Caprario (125 a. C.). El reverso alude al triunfo de su antepasado Lucio Cecilio Metelo que contó con los elefantes que capturó en Panormo.

Metelo se había escondido, junto con gran parte de su ejército, en los bosques de la puerta de la ciudad, o inmediatamente dentro de las puertas; en cualquier caso, esto significaba que estaba río arriba de donde el contingente cartaginés estaba vadeando el afluente. Desde aquí, Metelo introdujo nuevas tropas en la escaramuza a gran escala bajo las murallas de la ciudad. Cuando los elefantes se rompieron, lo que causó desorganización y desmoralización en gran parte del ejército cartaginés, Metelo ordenó atacar su flanco izquierdo, y en consecuencia, estos huyeron; los que intentaron luchar fueron abatidos. Metelo no permitió una persecución, pero capturó diez elefantes inmediatamente después y, según algunos relatos, el resto de los animales supervivientes durante los días siguientes.
Los relatos contemporáneos no informan del resto de las pérdidas de ambos bandos, aunque se cree que las de los cartagineses fueron cuantiosas. Los historiadores modernos consideran improbables las afirmaciones posteriores de veinte mil-treinta mil bajas púnicas. Del mismo modo, los relatos posteriores que afirman que el gran contingente celta del ejército cartaginés estaba borracho cuando comenzó la batalla suelen descartarse; al igual que la sugerencia de que una flota cartaginesa participó en la operación, lo que causó grandes bajas cuando muchos soldados que huían corrieron hacia el mar con la esperanza de ser rescatados por sus barcos.

## Consecuencias
La derrota, y especialmente la pérdida de los elefantes, hizo que los romanos se sintieran más libres para maniobrar en las llanuras, y que los cartagineses ya no estuvieran dispuestos a desafiarlos. Como era la costumbre cartaginesa después de una derrota, Asdrúbal fue llamado a Cartago para ser ejecutado. Tras su éxito en Panormo, Metelo recibió un triunfo en Roma el 7 de septiembre de 250 a. C., durante el cual desfiló con los elefantes que había capturado en la batalla, que luego fueron sacrificados en el Circo Máximo. El elefante se adoptó como emblema de la poderosa familia de los Cecilios Metelos, cuyos miembros lucían uno de estos en las monedas que acuñaban hasta el final de la República.
El sucesor de Asdrúbal, Adhubal, decidió que la gran ciudad fortificada de Selinunte no podía seguir siendo defendida y mandó evacuarla y destruirla. Animados por su victoria en Panormo, los romanos se dirigieron contra la principal base cartaginesa en Sicilia, Lilibea, en el año 249 a. C, cuando un gran ejército dirigido por los cónsules del año, Publio Claudio Pulcro y Lucio Junio Pulo, asedió la ciudad. Habían reconstruido su flota y doscientos barcos bloquearon el puerto, aunque la ciudad seguía en manos de los cartagineses cuando la guerra terminó nueve años después, en el 241 a. C., con una victoria romana.
Las tensiones se mantuvieron entre los dos estados, y ambos continuaron expandiéndose en el Mediterráneo occidental. Cuando Cartago sitió la ciudad de Saguntum, protegida por los romanos, en el este de Iberia en 218 a. C., se inició la segunda guerra púnica con Roma.